# Mysidacea
Los misidáceos (Mysidacea) son una subclase de pequeños crustáceos malacostráceos carídeos denominados a veces camarones marsupiales, aunque este nombre también se usa por especies individuales, como Neomysis americana. Los misidáceos comprenden los dos órdenes relacionados Mysida y Lophogastrida y el prehistórico Pygocephalomorpha. Los datos actuales indican que a pesar de sus similitudes externas, los tres órdenes no están estrechamente relacionados, y el taxón Mysidacea no se utiliza en la taxonomía moderna.
A pesar de su nombre y su parecido superficial a los camarones, están escasamente relacionados con ellos, los cuales están clasificados en el orden Decapoda.

## Características
Los misidáceos tienen un caparazón bien desarrollado que cubre la mayoría del tórax, pero nunca se fusiona con más de cuatro de los segmentos torácicos. Los pereiópodos son birrámeos (es decir, separados en dos ramas), excepto a veces el último par, que puede ser reducido. Los  pleópodos están reducidos y en los machos pueden estar modificados. Normalmente tienen un estatocisto en el endópodos de sus urópodos. Los ojos son pedunculados.

## Taxonomía
- Orden Lophogastrida G. O. Sars, 1870
  - Familia Eucopiidae
  - Familia Lophogastridae
- Orden Mysida A. H. Haworth, 1825
  - Familia Mysidae
  - Familia Lepidomysidae
  - Familia Petalophthalmidae
  - Familia Gnathophausiidae